# Stanley R. Mickelsen Safeguard Complex
Le Stanley R. Mickelsen Safeguard Complex était un ensemble d'installations militaires près de Grand Forks. C'était le lieu d'installation du programme de missiles anti-balistiques Safeguard (en) de l'armée américaine. Le complexe permettait le contrôle et le lancement de trente missiles anti-balistiques LIM-49A Spartan et de soixante-dix missiles anti-balistiques de plus courte portée Sprint.
La zone de déploiement du complexe comprend les lanceurs Minuteman du 321st Strategic Missile Wing (en), basé à Grand Forks Air Force Base, Dakota du Nord. Selon les termes du Traité ABM de 1972, les États-Unis étaient autorisés à déployer un unique système ABM protégeant une zone contenant les lanceurs ICBM. Un total de cent lanceurs et cent missiles était le maximum permis par le traité.
Le site atteignit sa capacité opérationnelle initiale le 1er avril 1975 et sa capacité opérationnelle complète le 28 septembre 1975. Le complexe fut désactivé le 10 février 1976 après moins d'une année d'opérations.
Le site a été baptisé en l'honneur de Stanley R. Mickelsen (en), l'ancien commandant général de l'Air Defense Command.

## Bâtiments
Le centre était centré sur le Missile Site Radar (MSR) près de Nekoma, qui abritait le Missile Site Radar lui-même ainsi que trente missiles Spartan et seize missiles à plus courte portée Sprints. Tous les missiles étaient situés dans des silos de lancement souterrains.
Les missiles Sprint restant étaient localisés dans quatre sites de lancement distants, à entre dix et vingt miles du Missile Site Radar :
RSL 1 48° 32′ 00,24″ N, 98° 34′ 58,81″ O
RSL 2 48° 50′ 58,03″ N, 98° 25′ 55,84″ O
RSL 3 48° 45′ 52,63″ N, 97° 59′ 09,92″ O
RSL 4 48° 28′ 30,91″ N, 98° 15′ 23,02″ O
Le Perimeter Acquisition Radar (PAR) était une antenne réseau à commande de phase sur un autre site destiné à détecter les cibles entrantes. Le radar et le site sont toujours en activité, c'est le Perimeter Acquisition Radar Characterization System (PARCS) situé dans la Cavalier Air Force Station.
Les sites MSR et PSR sont listés dans l'Historic American Engineering Record qui fait partie du Heritage Documentation Programs, et étant des symboles des installations militaires américaines de la guerre froide, leur classement en tant que site historique national est aujourd'hui envisagé.

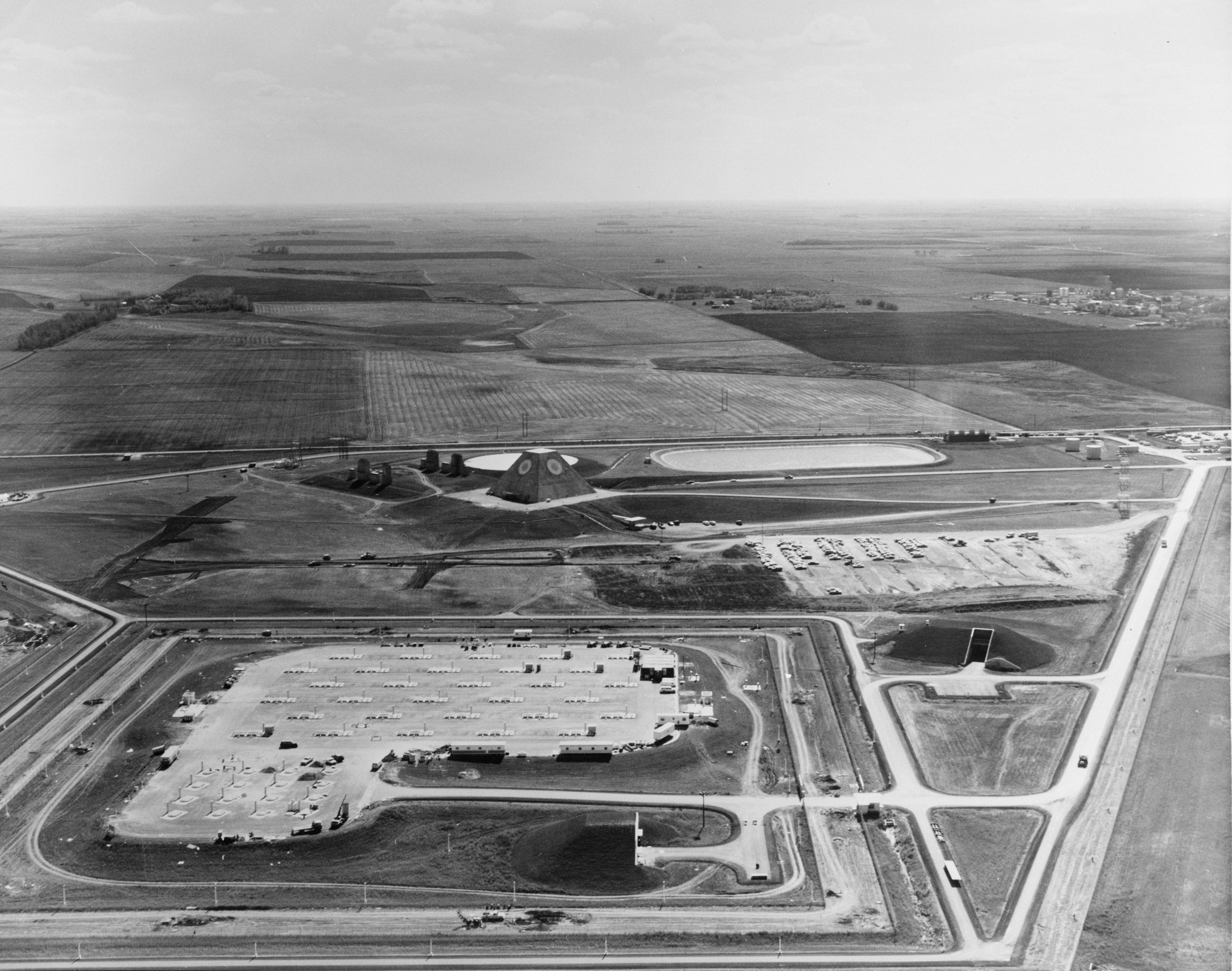
Photo aérienne du site MSR
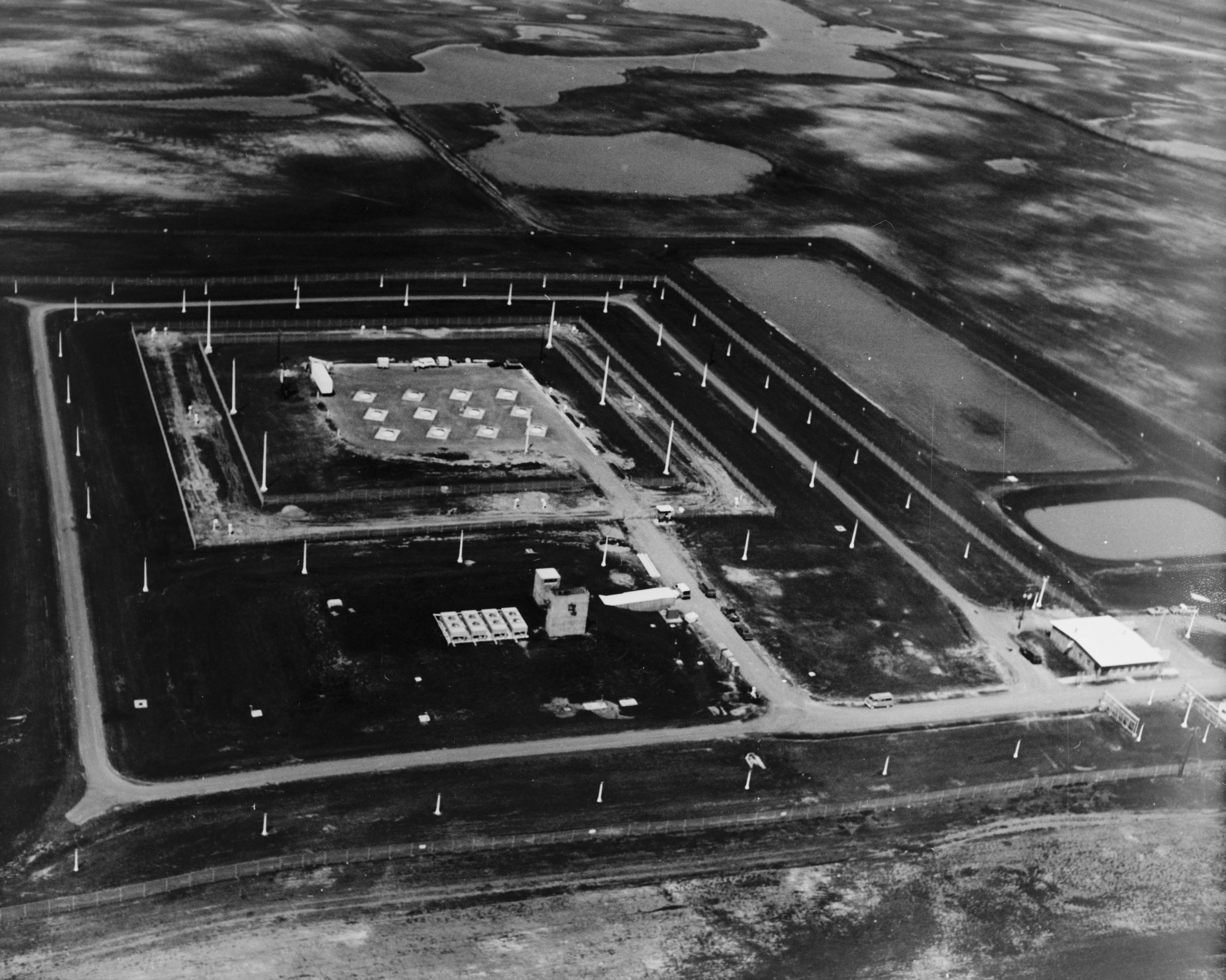
Photo aérienne du Remote Sprint Launch Site No. 2
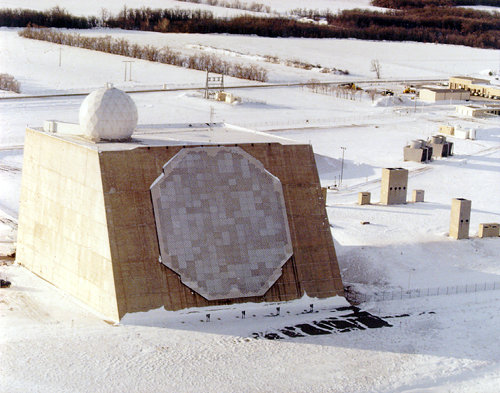
Le PAR, maintenant PARCS, est toujours en opération